# Louis-Urbain-Aubert de Tourny

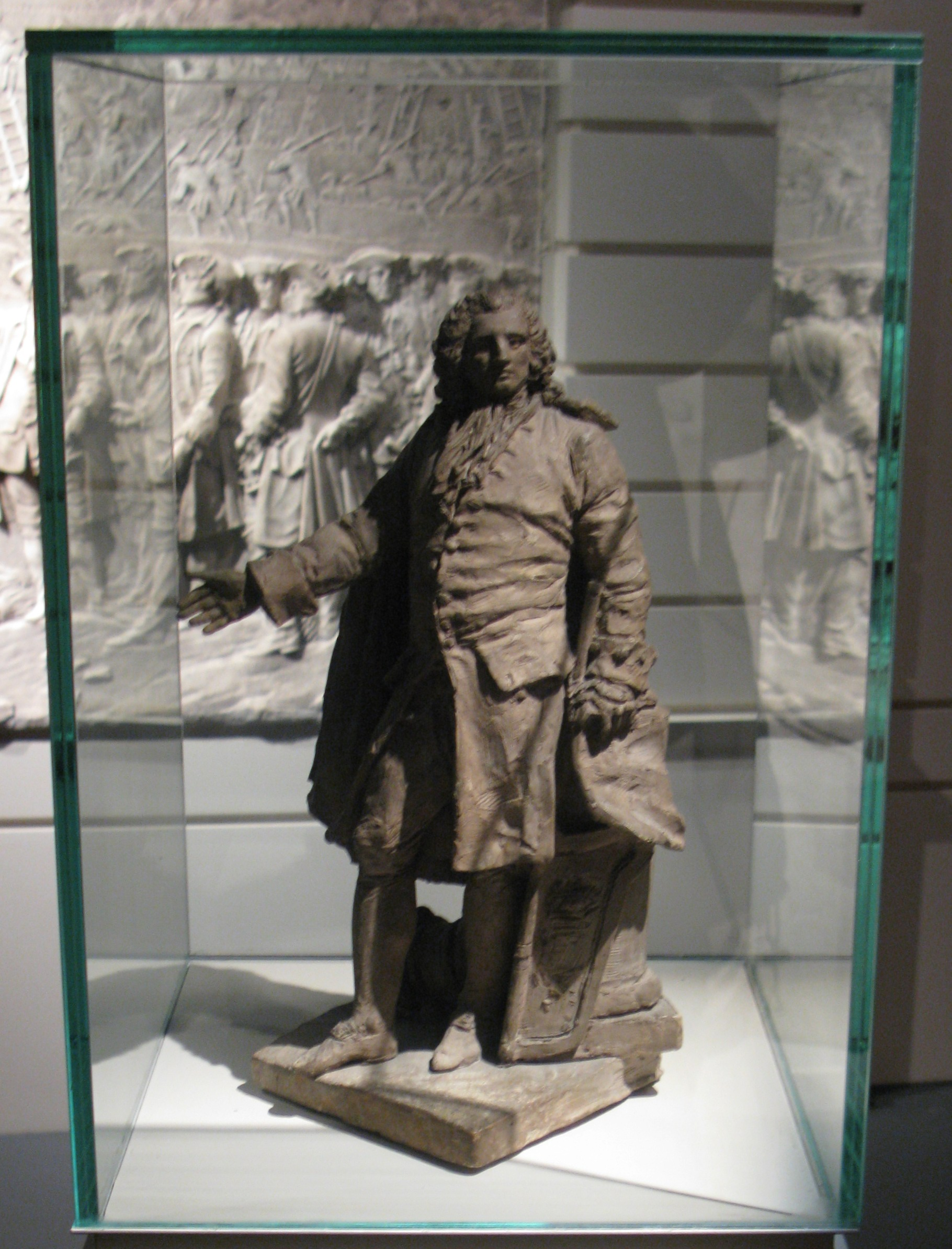
Statue des Marquis de Tourny von Joseph Charles Marin im Musée d’Aquitaine

Louis-Urbain-Aubert de Tourny (* 1695 in Andely; † 1760 in Paris) war ein Intendant (hoher Verwaltungsbeamter) im Frankreich des 18. Jahrhunderts, der sich besonders um die urbanistische Gestaltung von Bordeaux große Verdienste erwarb.
Der Marquis von Tourny ließ als Intendant der Provinz 1740–1752 den Hafen von Bordeaux umbauen, die Kaianlagen der Garonne befestigen und mit 300 symmetrisch angeordneten Häusern schmücken. Der ursprünglich einer bürgerlichen Familie entstammende Tourny ersetzte auch die Befestigungen der Stadt durch eine begrünte Ringstraße und schuf neue Stadttore und Plätze sowie einen Volksgarten. Die Ergebnisse seiner stadtplanerischen Tätigkeit beeinflussten die etwa ein Jahrhundert später realisierten Konzepte von Georges-Eugène Haussmann.